# Titularbistum California
California ist ein Titularbistum der römisch-katholischen Kirche. 
Es geht zurück auf einen früheren Bischofssitz in der historischen Landschaft Kalifornien, der von 1840 bis 1849 existierte. Das Gebiet umfasste Teile der heutigen Vereinigten Staaten von Amerika und Mexikos. Es unterstand als Suffraganbistum dem Erzbistum Mexiko. 1849 wurde es in Bistum Montery umbenannt.
| Titularbischöfe von California |                        |                                  |                  |                 |
| Nr.                            | Name                   | Amt                              | von              | bis             |
| 1                              | John James Ward        | Weihbischof in Los Angeles (USA) | 15. Juni 1996    | 10. Januar 2011 |
| 2                              | William J. Waltersheid | Weihbischof in Pittsburgh (USA)  | 25. Februar 2011 |                 |